# Andrei Găluț
Andrei Găluț (* 2. August 1984 in Arad, Rumänien) ist ein rumänischer Rockmusiker.

## Karriere
Nachdem Andrei Găluț im Jahr 2008 bei Megastar, der rumänischen Version von American Idol auf Prima TV, gewinnen konnte, wurde er in seiner Heimatstadt zum Ehrenbürger ausgezeichnet. Als Gewinner der Staffel erhielt er einen Vertrag von Universal Music für die Produktion eines vollwertigen Albums. Dieses wurde jedoch nie veröffentlicht, da die Zusammenarbeit zwischen ihm und dem Label nicht gepasst hat. Als Begründung nannte Găluț, dass er nicht der „typische Talent-Show-Teilnehmer“ sei.
Găluţ spielte in der rumänischen Metalcore-Band Goodbye to Gravity, welche 2011 aus den Überresten der Band Thunderstorm entstand. Das gleichnamige Debütalbum erschien bereits im Jahr 2012.
Am 30. Oktober 2015 erlitt Găluţ bei einem Brand im Club Colectiv in Bukarest schwere Verbrennungen. Die Band Goodbye to Gravity feierte am 30. Oktober in dem Club die Releaseparty ihres letzten Albums Mantras of War. Seine Bandkollegen kamen direkt bei dem Brand ums Leben beziehungsweise starben Tage später an ihren Verletzungen.

## Diskografie

### Mit Goodbye to Gravity
- 2012: Goodbye to Gravity (Eigenproduktion)
- 2015:  Mantras of War